# 秀丽火把花
秀丽火把花（学名：Colquhounia elegans）为唇形科火把花属下的一个种。

## 扩展阅读
- 維基物種上的相關：秀丽火把花